# Świstak.pl
Świstak.pl – polski internetowy serwis aukcyjny, oficjalnie uruchomiony 1 marca 2004 r.

## Historia
Strona powstała z inicjatywy Andrzeja Ciesielskiego oraz Rafała Agnieszczaka. Przesłankami realizacji pomysłu była niezadowalająca - w przekonaniu założycieli, ówczesna oferta aukcji internetowych. Testowe uruchomienie serwisu miało miejsce 24 października 2003 r. Przez kilka kolejnych miesięcy uwzględniane były sugestie osób odwiedzających. Właściwe rozpoczęcie działalności nastąpiło 1 marca 2004 r.
Serwis wstrzymał wystawianie nowych aukcji w 2016 r.

## Cechy
Świstak.pl umożliwia zarejestrowanym użytkownikom zawieranie transakcji kupna i sprzedaży za pośrednictwem internetu. Od (1 września 2011 r.) serwis zaczął pobierać prowizje od sprzedaży. Wszystkie usługi rozliczane w wirtualnej gotówce tzw. srebrnych.
Wystawione przedmioty pogrupowane są w około 15 tysięcy kategorii, co ma na celu zwiększenie funkcjonalności. W skład serwisu wchodzi również forum, ułatwiające wzajemny kontakt między użytkownikami.

### Zaproponuj Cenę
W dniu swych 5 urodzin (24 października 2008 r.) serwis Swistak.pl wystartował w nowej odsłonie, zmieniając formę zawierania transakcji. Stara forma licytacji została zastąpiona całkowicie nową o nazwie „Zaproponuj Cenę”. Umożliwia ona negocjowanie ceny, a zawieranie transakcji od teraz jest w większym stopniu decyzją sprzedawcy. 

### Rozbudowany system opinii
Serwis wprowadził także szczegółowy system ocen i komentarzy. Każda ocena jest wystawiania w skali od 1 do 5, a kupujący wystawia sprzedającemu, aż 3 oceny cząstkowe: Logistyka, Towar i Jakość obsługi. W ten sposób oceny stają się dokładniejsze i łatwiej ocenić wiarygodność użytkownika.

### System rankingów
Przy okazji wielkich zmian udostępniona została także lista 20 najpopularniejszych kategorii (pod względem ilości zawieranych tam transakcji) oraz 20 najpopularniejszych słów kluczowych wpisywanych w wyszukiwarce serwisu. W ten sposób ułatwiono nowym sprzedawcom wybranie branży, w której warto zaistnieć w serwisie Świstak.pl.

### Poradniki Zakupowe
15 października 2010 r. został dodany katalog interesujących informacji o produktach i technologiach.

## Popularność
Udział serwisu w rynku aukcyjnym wynosi ponad 10%. W grudniu 2010 r. serwis pierwszy raz w historii przekroczył liczbę trwających aukcji ponad 2 mln. Obecnie jest to 1 987 983 aukcji (luty 2011). Miesięczna liczba unikalnych odwiedzających przekracza 1,9 miliona. (źródło: Aukcjostat.pl).

## Krytyka
Serwis Swistak.pl po ostatniej przebudowie (październik 2008) stara się budować swoją pozycję na rynku poprzez społeczności. Serwis nie chce konkurować z Allegro i eksperymentuje z nowymi formami licytacji. Jednym z większych problemów serwisu jest to, że zawiera się na nim znacznie mniej transakcji – głównie ze względu na mniejszą liczbę odwiedzin, jak i mniejszą liczbę aukcji (mniejszą liczbę sprzedających).